# دورسپاری
دورسپاری به معنای بردن شرکت‌ها و بنگاه‌ها به سایر کشورها است. هدف از دورسپاری استفاده از نیروی کار ارزانتر کشورهای دیگر، پرداخت مالیات کمتر و کاهش دیگر هزینه‌ها مانند هزینه‌های بهداشتی، آموزشی و انرژی است. در حال حاضر چین، هندوستان و روسیه هدف اول بنگاه‌های اقتصادی و شرکتهای بزرگ هستند. علت آن نیروی کار ارزان قیمت این کشورها، مهارت بالای کارگران و کارمندان و دانش نسبتاً بالای آنها می‌باشد.
1. ↑  «همکاری‌های اقتصادی با جهان». www.irna.ir. ایرنا. ۵ خرداد ۱۳۹۸.